# Henry From
Henry Petersen From (født 1. juni 1926 i Aarhus, død 31. august 1990 i Aarhus) var en dansk fodboldmålmand, der spillede hele sin karriere i AGF og fik 31 A-landskampe for Danmarks fodboldlandshold i perioden 1957-1961. Han spillede på sølvholdet ved de olympiske lege i Rom i 1960.

## Klubkarriere
I hele sin aktive klubkarriere var From tilknyttet AGF. Med denne klub vandt han fire gange DM (1955, 1956, 1957 og 1960) samt fire pokalsejre (1955, 1957, 1960 og 1961). Det blev af samme grund til flere europæiske kampe med en kvartfinalekamp i Europacuppen i 1961 mod SL Benfica som toppen.
Han spillede i alt 296 kampe for AGF i perioden 1948-1961.

## Landsholdskarriere
Henry From spillede tre ungdomslandskampe i 1951 og kom med til OL 1952 i Helsinki som reserve, men kom ikke i kamp under turneringen.
Efter en enkelt B-landskamp i 1956 debuterede han på A-landsholdet i 1957, hvorpå han fik i alt 31 A-landskampe. Hans debutkamp var en venskabskamp mod Bulgarien i Idrætsparken, der endte 1-1.
Han var således også med ved OL 1960 i Rom, hvor Danmark vandt alle tre kampe i indledende runde 
over Argentina, Polen og Tunesien. Dermed var holdet i semifinalen mod storfavoritterne fra Ungarn. I denne kamp kom danskerne overraskende foran 1-0 på mål af den unge stjerne, Harald Nielsen, og førte ved pausen. I midten af anden halvleg fik danskerne først et straffespark, som Flemming Nielsen brændte, hvorpå ungarerne to minutter senere fik et straffespark. Anfører Pál Várhidi gjorde klar til at skyde, da From rakte hånden i vejret og afbrød sparket. Derpå gik han ud til stolpen og satte sit tyggegummi på denne. Denne handling gjorde Varhidi så forvirret, at han muligvis af den grund brændte straffesparket. Blot to minutter senere scorede Henning Enoksen til 2-0, hvilket blev kampens resultat. Finalen stod mod Jugoslavien tabte Danmark 1-3, men sikrede sig sølvet; den seneste OL-medalje i fodbold.
From spillede sin sidste landskamp i maj 1961.

## Træner
Henry From var i flere omgange efter afslutningen af den aktive karriere træner. Han var i første omgang træner for AGF i 1965-1966, og i 1968-1969 var han landstræner for Danmark i 20 A-landskampe i samarbejde med først Erik Hansen og senere John Hansen. From var den egentlige træner, mens de to andre mere fungerede som holdledere. Han tog i 1974-1975 endnu en tørn som AGF-træner. Han var desuden træner for Middelfart G&BK samt IK Skovbakken.

## Privat
I sit civile liv var From ansat i DSB, fra han var 16 år,  til han gik på pension.
Han er begravet på Vestre Kirkegård i Aarhus.

## Hæder
I 2016 blev Henry From optaget i Fodboldens Hall of Fame.
I 2021 blev han udnævnt til klublegende i AGF.